# Jajce
Jajce es una municipalidad y ciudad de Bosnia y Herzegovina. Se encuentra en el cantón de Bosnia Central, dentro del territorio de la Federación de Bosnia y Herzegovina. La capital de la municipalidad de Jajce es la localidad homónima. Por este municipio discurre el río Vrbas.

## Localidades
La municipalidad de Jajce se encuentra subdividida en las siguientes localidades:
- Bare
- Barevo
- Bavar
- Biokovina
- Bistrica
- Borci
- Božikovac
- Bravnice
- Brvanci
- Bučići
- Bulići
- Carevo Polje
- Čerkazovići
- Ćusine
- Cvitović
- Divičani
- Dogani
- Donji Bešpelj
- Doribaba
- Drenov Do
- Dubrave
- Đumezlije
- Gornji Bešpelj
- Grabanta
- Grdovo
- Ipota
- Jezero
- Kamenice
- Karići
- Kasumi
- Klimenta
- Kokići
- Kovačevac
- Krezluk
- Kruščica
- Kuprešani
- Lendići
- Lučina
- Lupnica
- Ljoljići
- Magarovci
- Mile
- Peratovci
- Perućica
- Podlipci
- Podmilačje
- Prisoje
- Prudi
- Pšenik
- Rika
- Selište
- Seoci
- Šerići
- Šibenica
- Smionica
- Stare Kuće
- Vinac
- Vlasinje
- Vrbica
- Vukićevci
- Žaovine
- Zastinje
- Zdaljevac

## Demografía
Según el censo de 1991, la municipalidad tenía 45.000 habitantes, de los que 23.704 vivían en la ciudad de Jajce en 2003. En el año 2009 la población de la municipalidad de Jajce era de 24 319 habitantes. La superficie del municipio es de 339 kilómetros cuadrados, con lo que la densidad de población era de 71 habitantes por kilómetro cuadrado.

## Celebridades
- Aquí nació Marinko Matosevic.